# Andrei Borza
Sebastian Andrei Borza (Năvodari, Constanța, 12 de noviembre de 2005) es un futbolista rumano. Juega de lateral izquierdo y su equipo actual es el Rapid de Bucarest de la Liga I, máxima categoría del fútbol rumano.

## Trayectoria
Debutó como profesional el 1 de mayo de 2022, el entrenador Gheorghe Hagi lo colocó de titular para enfrentar al CFR Cluj, quien era el mejor equipo de al temporada y se coronaron campeones, perdieron 1-0. Disputó su primer encuentro oficial con 16 años y la camiseta número 27.
En su primera temporada como profesional jugó 3 partidos y su equipo finalizó el campeonato nacional en quinto lugar, lo que igualó la mejor marca en la historia del club.
Durante la temporada 2022-23 Andrei mostró un gran nivel, se consolidó como titular y el Fotbal Club Farul Constanța logró por primera vez el Campeonato de Rumania. Estuvo presente en 36 partidos, convirtió 3 goles y colaboró con 3 asistencias.
Fue fichado por Rapid de Bucarest para jugar la temporada 2023-24, firmó contrato por 4 años.

## Selección nacional
Ha sido internacional con la selección de fútbol de Rumania en las categorías juveniles sub-15, sub-16, sub-17, sub-19, sub-20 y sub-21. También ha sido convocado a la selección absoluta.

## Estadísticas

### Clubes
Actualizado al último partido citado el 11 de agosto de 2025.
| Club                              | Div.          | Temporada     | Liga  | Liga  | Liga   | Copas nacionales | Copas nacionales | Copas nacionales | Copas internacionales | Copas internacionales | Copas internacionales | Total | Total | Total  |
| Club                              | Div.          | Temporada     | Part. | Goles | Asist. | Part.            | Goles            | Asist.           | Part.                 | Goles                 | Asist.                | Part. | Goles | Asist. |
| --------------------------------- | ------------- | ------------- | ----- | ----- | ------ | ---------------- | ---------------- | ---------------- | --------------------- | --------------------- | --------------------- | ----- | ----- | ------ |
| F. C. Farul Constanta · Rumania   | 1.ª           | 2021-22       | 3     | 0     | 0      | -                | -                | -                | -                     | -                     | -                     | 3     | 0     | 0      |
| F. C. Farul Constanta · Rumania   | 1.ª           | 2022-23       | 33    | 3     | 3      | 3                | 0                | 0                | —                     | —                     | —                     | 36    | 3     | 3      |
| F. C. Farul Constanta · Rumania   | 1.ª           | 2023-24       | -     | -     | -      | 1                | 0                | 0                | 5                     | 0                     | 0                     | 6     | 0     | 0      |
| F. C. Farul Constanta · Rumania   | Total club    | Total club    | 36    | 3     | 3      | 4                | 0                | 0                | 5                     | 0                     | 0                     | 45    | 3     | 3      |
| F. C. Rapid de Bucarest · Rumania | 1.ª           | 2023-24       | 29    | 0     | 2      | 3                | 0                | 0                | —                     | —                     | —                     | 32    | 0     | 2      |
| F. C. Rapid de Bucarest · Rumania | 1.ª           | 2024-25       | 34    | 1     | 3      | 3                | 0                | 0                | —                     | —                     | —                     | 37    | 1     | 3      |
| F. C. Rapid de Bucarest · Rumania | 1.ª           | 2025-26       | 5     | 0     | 1      | -                | -                | -                | —                     | —                     | —                     | 5     | 0     | 1      |
| F. C. Rapid de Bucarest · Rumania | Total club    | Total club    | 68    | 1     | 6      | 6                | 0                | 0                | 0                     | 0                     | 0                     | 74    | 1     | 6      |
| Total carrera                     | Total carrera | Total carrera | 104   | 4     | 9      | 10               | 0                | 0                | 5                     | 0                     | 0                     | 119   | 4     | 9      |
| 1. 2.                             |               |               |       |       |        |                  |                  |                  |                       |                       |                       |       |       |        |

### Selección
Actualizado al último partido citado el 17 de junio de 2025.
| Selección          | Temporada         | Continental | Continental | Continental | Mundial | Mundial | Mundial | Amistosos | Amistosos | Amistosos | Total | Total | Total  |
| Selección          | Temporada         | Part.       | Goles       | Asist.      | Part.   | Goles   | Asist.  | Part.     | Goles     | Asist.    | Part. | Goles | Asist. |
| ------------------ | ----------------- | ----------- | ----------- | ----------- | ------- | ------- | ------- | --------- | --------- | --------- | ----- | ----- | ------ |
| Sub-15 · Rumania   | 2019              | —           | —           | —           | —       | —       | —       | 2         | 0         | 0         | 2     | 0     | 0      |
| Sub-15 · Rumania   | Total sel.        | 0           | 0           | 0           | 0       | 0       | 0       | 2         | 0         | 0         | 2     | 0     | 0      |
| Sub-16 · Rumania   | 2021              | —           | —           | —           | —       | —       | —       | 4         | 0         | 0         | 4     | 0     | 0      |
| Sub-16 · Rumania   | 2022              | —           | —           | —           | —       | —       | —       | 3         | 0         | 0         | 3     | 0     | 0      |
| Sub-16 · Rumania   | Total sel.        | 0           | 0           | 0           | 0       | 0       | 0       | 7         | 0         | 0         | 7     | 0     | 0      |
| Sub-17 · Rumania   | 2021-22           | 3           | 2           | 0           | —       | —       | —       | 5         | 0         | 0         | 8     | 2     | 0      |
| Sub-17 · Rumania   | Total sel.        | 3           | 2           | 0           | 0       | 0       | 0       | 5         | 0         | 0         | 8     | 2     | 0      |
| Sub-19 · Rumania   | 2022-23           | 6           | 2           | 1           | —       | —       | —       | -         | -         | -         | 6     | 2     | 1      |
| Sub-19 · Rumania   | 2023-24           | 3           | 0           | 0           | —       | —       | —       | -         | -         | -         | 3     | 0     | 0      |
| Sub-19 · Rumania   | Total sel.        | 9           | 2           | 1           | 0       | 0       | 0       | 0         | 0         | 0         | 9     | 2     | 1      |
| Sub-20 · Rumania   | 2022              | —           | —           | —           | —       | —       | —       | 2         | 0         | 0         | 2     | 0     | 0      |
| Sub-20 · Rumania   | 2024              | —           | —           | —           | —       | —       | —       | 2         | 0         | 0         | 2     | 0     | 0      |
| Sub-20 · Rumania   | Total sel.        | 0           | 0           | 0           | 0       | 0       | 0       | 4         | 0         | 0         | 4     | 0     | 0      |
| Sub-21 · Rumania   | 2022-23           | 1           | 0           | 0           | —       | —       | —       | -         | -         | -         | 1     | 0     | 0      |
| Sub-21 · Rumania   | 2023-24           | 3           | 1           | 0           | —       | —       | —       | -         | -         | -         | 3     | 0     | 0      |
| Sub-21 · Rumania   | 2024-25           | 7           | 0           | 2           | —       | —       | —       | 3         | 1         | 0         | 10    | 1     | 2      |
| Sub-21 · Rumania   | Total sel.        | 11          | 1           | 2           | 0       | 0       | 0       | 3         | 1         | 0         | 14    | 2     | 2      |
| Absoluta · Rumania | 2023              | 0           | 0           | 0           | —       | —       | —       | -         | -         | -         | 0     | 0     | 0      |
| Absoluta · Rumania | Total sel.        | 0           | 0           | 0           | 0       | 0       | 0       | 0         | 0         | 0         | 0     | 0     | 0      |
| Total selecciones  | Total selecciones | 23          | 5           | 3           | 0       | 0       | 0       | 21        | 1         | 0         | 44    | 6     | 3      |
| 1.                 |                   |             |             |             |         |         |         |           |           |           |       |       |        |

## Palmarés

### Títulos nacionales
| Título | Club                  | País    | Año  |
| ------ | --------------------- | ------- | ---- |
| Liga I | F. C. Farul Constanta | Rumania | 2023 |

### Distinciones individuales
| Distinción                    | Año  |
| ----------------------------- | ---- |
| Nominado al Premio Golden Boy | 2025 |